# Hej søster
Hej Søster er et album fra 1975 indspillet af Trille og udgivet på pladeselskabet ExLibris (EXL 20005). Albummet blev oprindeligt udgivet som LP, men blev genudgivet på CD i 2010 i bokssættet Hele Balladen.

## Sange

### Side 1
1. Kom Og Løft Mig Op  5:55
2. Min Lille Sol  4:45
3. Til Ekspeditricen I Frugt Og Grønt  3:03
4. Sang Sidst På Vinteren  4:18
5. Mors Lange Cykeltur  3:50

### Side 2
1. Hej Søster  8:15
2. Der Hvor Lyset Findes  5:10
3. Sang En Sen Eftermiddag  5:35
4. Sangen Om Brit  3:15